# Żeliwo ciągliwe
Żeliwo ciągliwe – żeliwo otrzymane w wyniku długotrwałego wyżarzania żeliwa białego (wyżarzanie grafityzujące). Grafit powstaje dopiero podczas wyżarzania grafityzującego. Jest to tak zwana grafityzacja wtórna, czyli rozpad powstałego już cementytu. Wydzielenia węgla w postaci grafitu kłaczkowego (węgla żarzenia) są skupione, w niewielkim stopniu wpływają na osłabienie użytecznego przekroju materiału i nie wywołują dużej koncentracji naprężeń. Żeliwo takie posiada bardzo dobre własności wytrzymałościowe, porównywalne do żeliwa sferoidalnego i stali.
Wyróżnia się trzy rodzaje żeliwa ciągliwego:
- żeliwo ciągliwe czarne

Powstaje w dwóch stadiach grafityzacji. W pierwszym żeliwo nagrzewane jest do temperatury 950 - 1000°C i przetrzymywane w tej temperaturze, co powoduje rozkład cementytu na austenit i węgiel żarzenia (grafit):

Fe3C → Feγ(C) + Cgr

Po tym wyżarzaniu następuje powolne chłodzenie powodujące wydzielanie się z austenitu wolnego węgla - jest to pośrednie stadium grafityzacji. Drugie stadium polega na rozkładzie austenitu przy bardzo wolnym chłodzeniu (3 - 5°C/h) na ferryt i grafit:

Feγ(C) → Feα(C) + Cgr

Gdy oba stadia grafityzacji zostaną przeprowadzone w ośrodku obojętnym cały węgiel jest zgromadzony w wydzieleniach grafitu, a przełom takiego żeliwa jest ciemny.
- żeliwo ciągliwe perlityczne

W przypadku pominięcia drugiego stadium grafityzacji, chłodząc żeliwo z większą szybkością w zakresie przemiany eutektoidalnej, zajdzie przemiana austenitu w perlit.
- żeliwo ciągliwe białe

Otrzymuje się gdy grafityzacja jest przeprowadzana w środowisku odwęglającym (np. kiedy wyżarzane odlewy są przykryte rudą żelaza, Fe2O3 hematytem lub zendrą). W tych warunkach następuje całkowite odwęglenie stref powierzchniowych przy perlitycznej lub ferrytyczno-perlitycznej strukturze rdzenia. Przełom takiego żeliwa jest stosunkowo jasny.

Właściwości mechaniczne żeliwa ciągliwego:
- wytrzymałość na rozciąganie, RmMPa: 400 - 700 (osnowa perlityczna); 250 - 400 (osnowa ferrytyczna)
- granica plastyczności, Re[MPa]: 250 - 420 (osnowa perlityczna); 180 - 270 (osnowa ferrytyczna)
- wydłużenie, A[%]: 2 - 5 (osnowa perlityczna); 3 - 20 (osnowa ferrytyczna)
- wytrzymałość na zginanie, Rg[MPa]: 600 - 1100 (osnowa perlityczna)
- wytrzymałość na ściskanie, Rc[MPa]: 1400 - 2200 (osnowa perlityczna)
- udarność bez karbu, KC[kJ/m2]: 2,0 - 5,0 (osnowa perlityczna); 8,0 - 25,0 (osnowa ferrytyczna)
- twardość, HB: 170 - 350 (osnowa perlityczna); 90 - 130 (osnowa ferrytyczna)